# Fifi de speurneus
Fifi de speurneus is het 279e stripverhaal van Jommeke. De reeks wordt getekend door Studio Jef Nys. Het album verscheen op 3 februari 2016.

## Personages
- Jommeke, Flip, Filiberke, Marie, Teofiel, Professor Gobelijn, Gravin van Stiepelteen, Odilon en Fifi

## Verhaal
Elk jaar wordt ergens in een Frans dorpje een wedstrijd gehouden voor honden. "De prijs voor beste speurneus". Daarin moeten honden van verschillende rassen in de kortst mogelijke tijd hun baasje terugvinden dat ergens verstopt zit op een geheime schuilplaats. Voor het eerst heeft Elodie zich ingeschreven met Fifi. Na het besnuffelen van kledij of andere attributen van hun baasje worden alle honden op weg gestuurd. Meteen stuiven de honden alle richtingen uit, voortgaand op hun sterk reukorgaan om koortsachtig op zoek te gaan naar hun baasje of bazinnetje. Wanneer alle honden zijn teruggekeerd met of zonder baasje, volgt de prijsuitreiking. Bij zijn eerste deelname, is Fifi de grote winnaar. Het is de eerste keer in twintigjarig bestaan van de wedstrijd dat een hond zo vlug zijn baasje terugvindt. Bij de prijsuitreiking is er een dame in het publiek die alles met veel belangstelling volgt. Ze begeeft zich een tijdje later in de richting van Elodie en Fifi. Ze stelt zich voor als echtgenote van de ontdekkingsreiziger, Alex Plorateur.
De dame vertelt dat haar man ontdekkingsreiziger is, en zes maanden geleden vertrokken is met twee metgezellen naar de uitgestrekte wouden van Bolivië. Volgens de plaatselijke gids Pico, leeft er diep in de bossen nog een onbekende stam volgens de gewoonten van eeuwen geleden. Niemand geloofde zijn verhaal. Ze dachten dat hij wartaal sprak, tot later een journalist zijn avonturen in een regionaal krantje vertelde. Bij een van zijn verre reizen kreeg haar man dit bericht in handen en besloot om op onderzoek te gaan. Haar man blijkt nu al een hele tijd spoorloos te zijn, maar misschien zou Fifi kunnen helpen met zijn fantastische speurneus.
Jommeke, Filiberke, Flip en Fifi vertrekken met de vliegende bol, volgens de schaarse inlichtingen van de dame richting het dorpje Uyumi, waar de plaatselijke gids Pico woont. Wat later nadat ze de gids hebben gevonden en Jommeke het doel heeft uitgelegd gaan ze samen de gevaarlijke zoektocht ondernemen. De vrienden rekenen nu vooral op het sterk reukorgaan van Fifi, terwijl ze zwoegen en ploeteren door het gebladerte in die oneindig grote jungle vol met allerlei gevaren.
Na een moeizame tocht bereiken ze een dorpje. Jommeke gaat, eens het donker is, op verkenning maar wordt gevangengenomen en opgesloten. In het pikdonker en na een slopende dag sukkelt Jommeke in een diepe slaap. De volgende morgen bij de eerste lichtinval is zijn verbazing groot. Hij bevindt zich namelijk in dezelfde ruimte met professor Gobelijn, Alex Plorateur en nog een andere professor. Iedereen doet zijn verhaal. Ze worden door indianen, nazaten van de Inca's, gevangen gehouden. Niet veel later beslissen de Inca's om zo vlug mogelijk over te gaan tot het offeren van de gevangenen om mogelijk onheil te voorkomen. De volgende nacht weet Filiberke tot bij zijn vrienden te komen en er wordt een plannetje bedacht. De volgende ochtend verschijnt Filiberke verkleed als Filipu, de zoon van de zonnegod Intu. Gezeten op de rug van Fifi zorgt hij ervoor dat de inboorlingen onder de indruk zijn. Jommeke en de anderen worden vrijgelaten en ze mogen het dorp verlaten. Tijdens hun tocht naar de vliegende bol toe wordt nog nagepraat. Per toeval worden ze afgeluisterd door twee Incavissers. Deze doen het verhaal bij hun stamhoofd en meteen geeft die het bevel om de blanken weer op te sporen. Het spoor die Fifi in het hoge gras heeft getrokken maakt de achtervolging voor de Incajagers erg makkelijk.
Gelukkig kunnen Jommeke en zijn vrienden hun avontuur tot een goed einde brengen, want ze zijn op het nippertje hun achtervolgers kwijt en kunnen met de vliegende bol veilig huiswaarts keren.

## Achtergronden bij het verhaal
- In dit verhaal wordt verwijzing gemaakt naar eerder verschenen albums rond een ander Incadorp, Het geheim van Macu Ancapa en De strijd om de Incaschat.